# Milovan Petrovikj
Milovan Petrovikj[a] (tiếng Macedonia: Милован Петровиќ; sinh ngày 23 tháng 1 năm 1990 ở Kavadarci) là một cầu thủ bóng đá người Macedonia thi đấu cho Sepsi Sfântu Gheorghe theo dạng cho mượn từ Osijek ở vị trí tiền vệ trung tâm.

## Danh hiệu
Rabotnički
- Macedonian First Giải vô địch: 2013–14
- Cúp bóng đá Macedonia: 2013–14, 2014–15